# شوتا أراكي
شوتا أراكي (باليابانية: 荒木 秀太) (11 سبتمبر 1999 في كيوتو في اليابان – )؛ هو لاعب كرة قدم كان يلعب كلاعب وسط.

## وصلات خارجية
- شوتا أراكي على موقع رابطة كرة القدم اليابانية للمحترفين (اليابانية)
- شوتا أراكي على موقع Soccerway.com (الإنجليزية)